# Свято-Андріївський кафедральний собор (Хмельницький)
Собор Андрія Первозванного — збудована в 1904 році полкова церква Білгородського полку, посвячена в честь Святого Миколая Чудотворця. Розташована у Хмельницькому на Козацькій, 69.
У другій половині ХІХ століття у багатьох містах та містечках Поділля стояли військові гарнізони. Після російсько-турецької війни 1877—1878 років, коли війська поверталися на місця постійної дислокації, у населених пунктах почали розбудовуватися військові містечка для місцевих гарнізонів. В усіх цих військових містечках серед казарм та офіцерських житлових будинків обов'язково виділяли приміщення для шпиталів, офіцерських зібрань (клубів), а також для військових церков. Військові церкви існували при всіх найбільших військових формуваннях — полках та бригадах, серед особового складу яких обов'язково був штатний православний священник.
Протягом майже всього ХІХ століття військові частини гарнізонів задовольнялись своїми «похідними церквами», які тимчасово розміщалися у пристосованих приміщеннях казарм. Парафіянами таких храмів були виключно солдати та офіцери, та й ті могли лише по черзі відвідувати богослужіння (адже не всюди була можливість виділити велике приміщення).
Але в кінці ХІХ століття почалося масове спорудження військових містечок — з казармами, будинками для офіцерів, службовими будівлями. Полковим церквам стали відводити більш просторі приміщення — але все одно пристосовані, тимчасові.
У 1889 році розпочалося будівництво казарм у Проскурові. Забудовником виступала «Войсковая строительно-хозяйственная комиссия по опытной постройке в Проскурове казарм». Ця комісія мала в розпорядженні не лише техніків та робочу команду, а й навіть свій власний, тимчасово облаштований у передмісті Дубове цегельний завод.
Собор Андрія Первозванного був дороговартісним, на його будівництво пішло понад 44 тисячі рублів. Окрім цього, у храмі розміщувався сосновий іконостас у півтора яруса з позолотою та багатий розпис всередині приміщення. За радянських часів, традиційно, як і більшість релігійних установ, храм зачинили, а пізніше почали використовувати як спортзал. На початку 1920-х років майже всі полкові храми використовувались не за призначенням. Богослужіння відновили лише у 1991 році. Але більшість військових святинь все-таки пережили чимало перебудов і руйнацій і зараз радо приймають у своїх стінах вірян. Зокрема, із п'яти храмів, які були побудовані за типовим проектом 1902 року, до цього часу збереглося лише кілька. Один із таких — полковий храм Бєлгородського полку, а саме собор Андрія Первозванного.
1994 рік — настоятель протоієрей Іван Марущак.

## Галерея

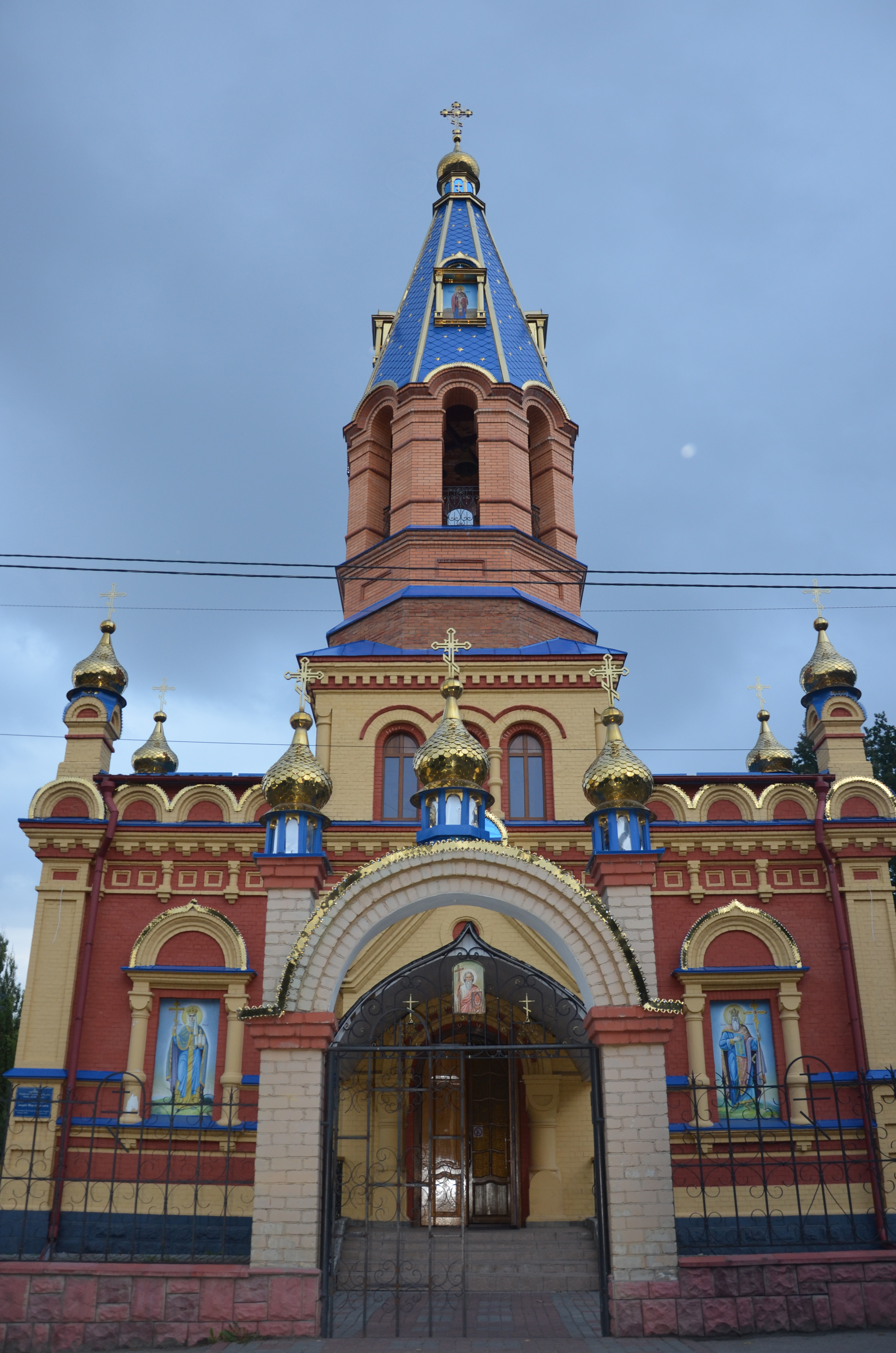
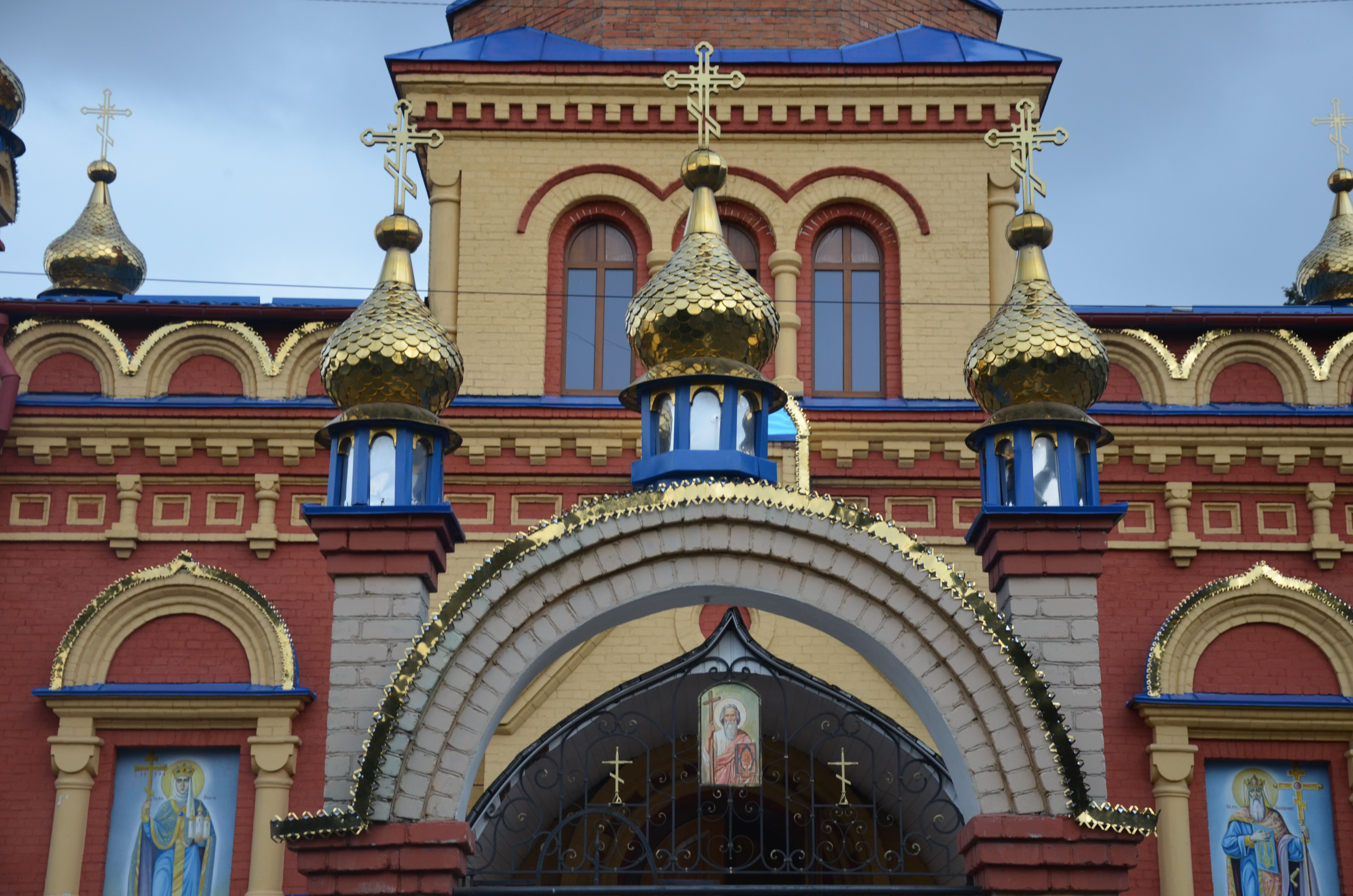
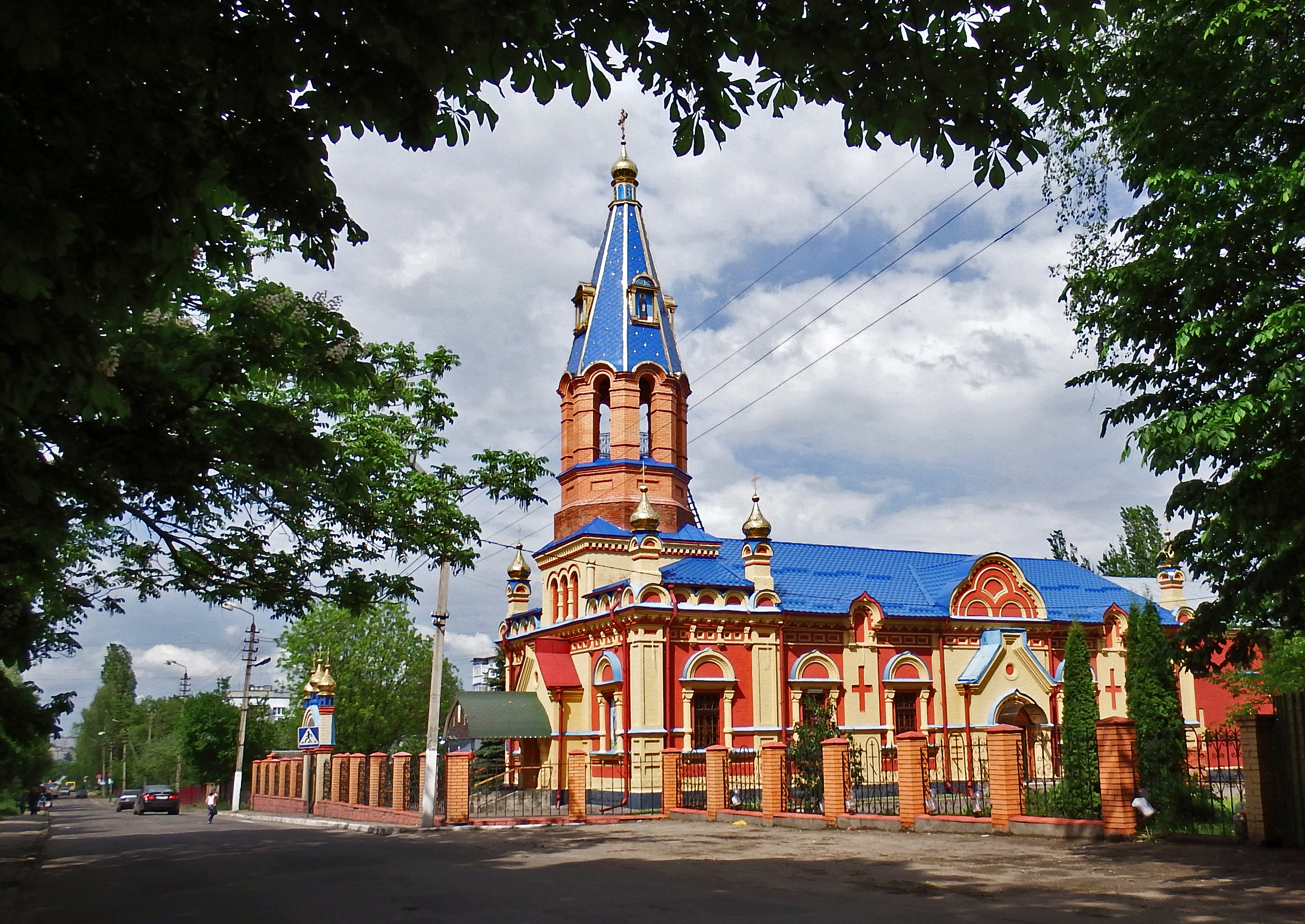